# 濑户内海国立公园
濑户内海国立公园（日语：／）是以日本瀨戶內海為中心的國立公園。

## 概要
1934年3月16日與雲仙國立公園（現雲仙天草國立公園）、霧島國立公園（現霧島錦江灣國立公園）一同成立，是日本最早的國立公園之一。當時指定區域僅含小豆島寒霞溪、香川縣屋島、岡山縣鷲羽山、廣島縣鞆之浦、沼隈町周邊的備讚瀨戶一帶。之後歷經數次擴張，成為現在西至北九州市，東至和歌山市的廣大公園。

## 地理

### 面積
- 總面積（僅陸域） - 66,934公頃

### 主要峽谷

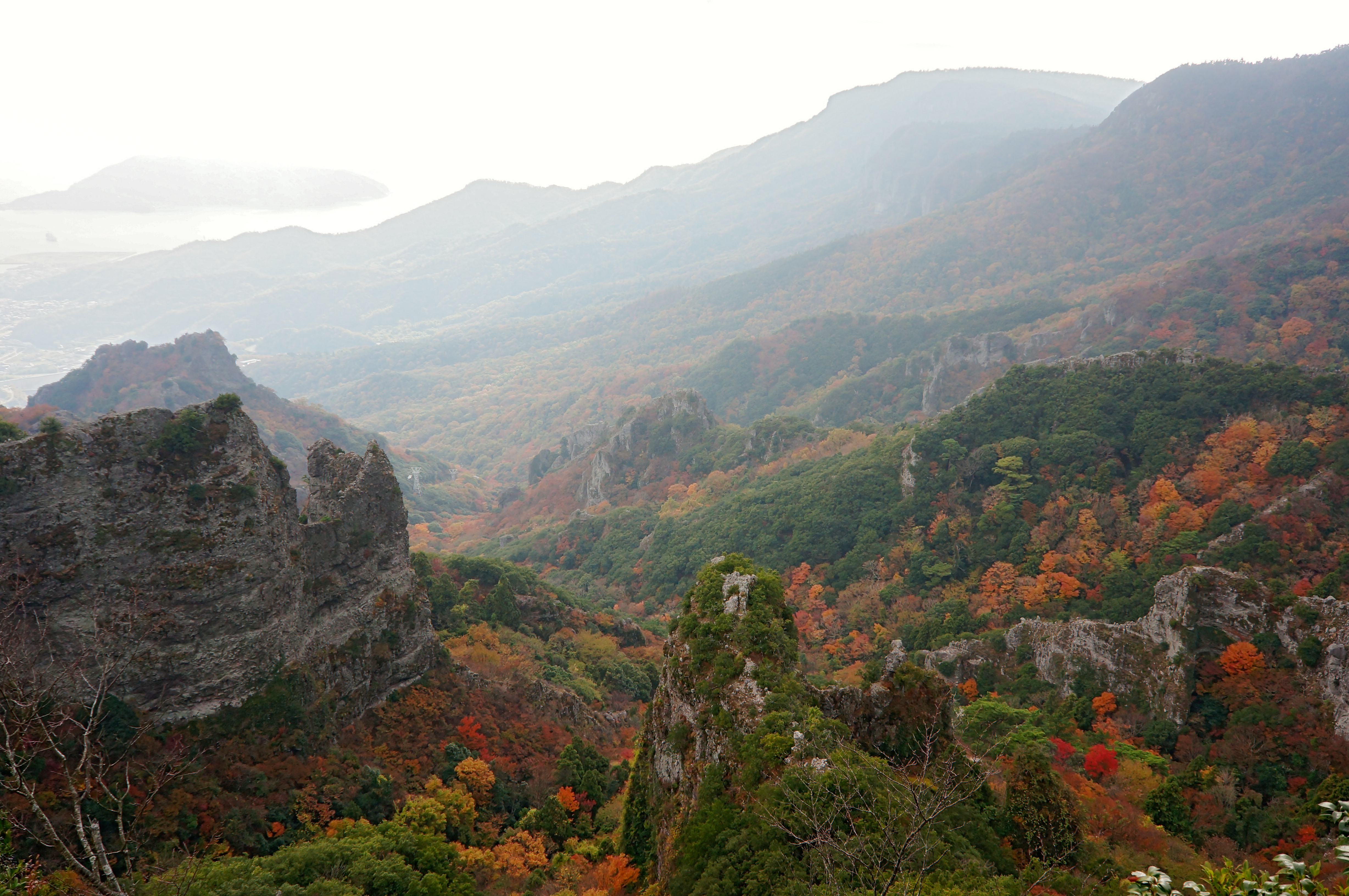
寒霞溪

- 蓬萊峽（兵庫縣西宮市）
- 寒霞溪（香川縣小豆島町）

### 主要山岳
- 六甲山（兵庫縣神戶市）
- 紫雲出山（日语：紫雲出山）（香川縣三豐市）
- 五劍山（日语：五剣山 (高松市の山)）（香川縣高松市）
- 象頭山（日语：象頭山 (香川県)）（香川縣善通寺市、三豐市）
- 鷲羽山（日语：鷲羽山）（岡山縣倉敷市）
- 筆影山（日语：筆影山）（廣島縣三原市）
- 野呂山（日语：野呂山）（廣島縣吳市）
- 休山（日语：休山）（廣島縣吳市）
- 高崎山（大分縣大分市）

### 主要火山
- 姬島（日语：姫島 (大分県)）（大分縣姬島村）
- 兩子山（日语：両子山） （大分縣國東市）

### 主要海岸、海灣
- 赤穗御崎（日语：赤穂御崎）（兵庫縣赤穗市）
- 雜賀崎（日语：雑賀崎）（和歌山縣和歌山市）
- 鞆之浦（日语：鞆の浦）（廣島縣福山市）
- 室積（日语：室積海岸）、虹濱（日语：虹ヶ浜）海岸（山口縣光市）

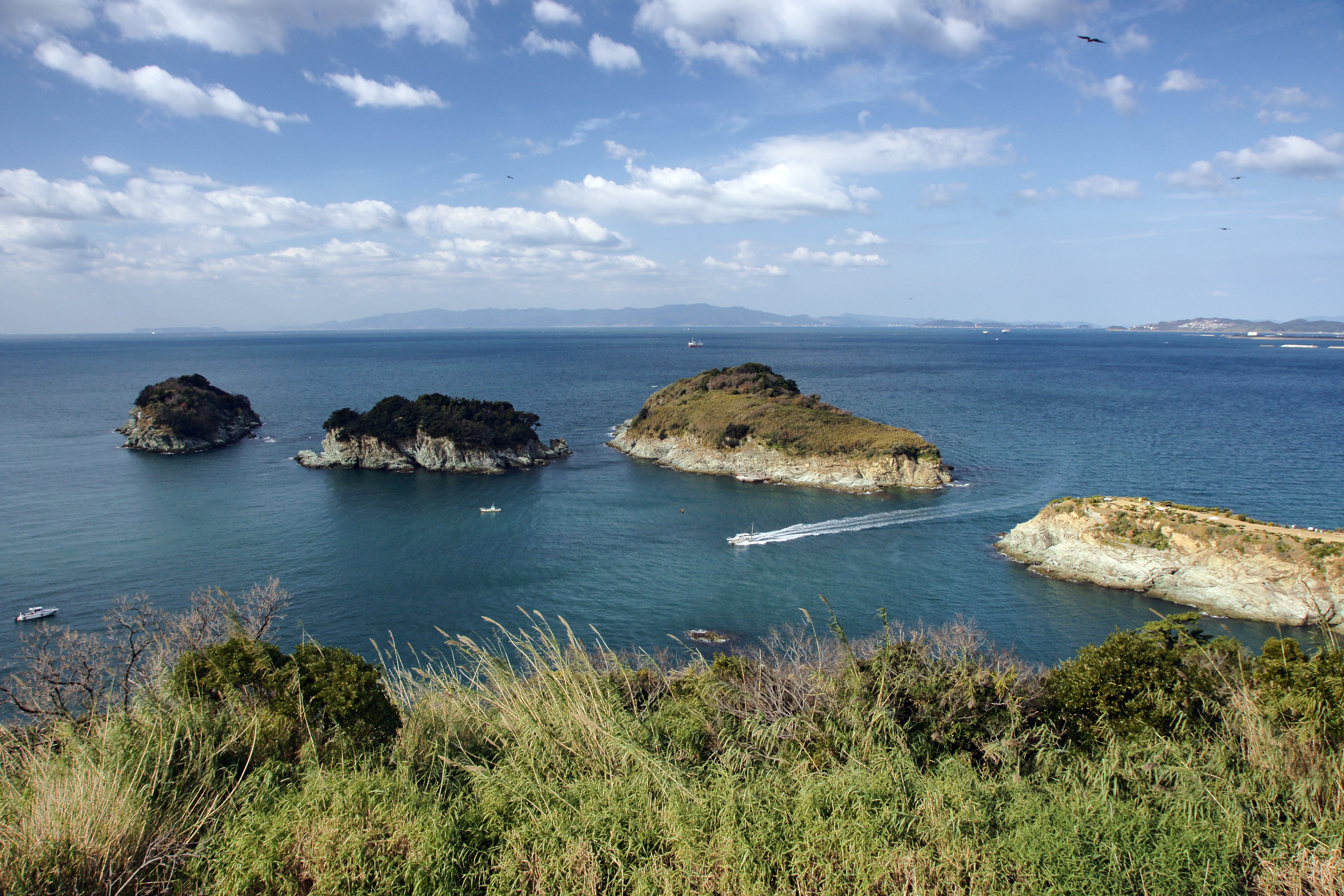
指定特別地域 雜賀崎

- 琴彈公園（日语：琴弾公園）（錢形砂繪）（香川縣觀音寺市）

等

### 主要高原、台地
- 五色台（日语：五色台）（香川縣坂出市）

## 指定地分布與觀光地

### 兵庫縣
六甲山地
公園內最大的陸地指定地。自古以來便是知名的瀨戶內海眺望景點，也是信仰對象，當時僅有大龍寺與天上寺等眾多社寺。明治時代後開發成今日的高級度假地。山地內有最高峰六甲山（標高931m）、摩耶山、再度山、長峰山等山岳。地質以花崗岩為主，採石盛行。西宮市的蓬萊峽有無數花崗岩岩柱屹立。周邊一帶還有有馬、武田尾等溫泉地。摩耶山掬星台被列為日本三大夜景之一。
播磨灘沿岸
播磨灘沿岸的指定地為赤穗市御崎～坂越浦沖生島～室津海岸～龍野市新舞子海岸的沿岸地帶。新舞子海岸是與須磨區舞子海岸類似的砂濱海岸，室津與坂越是古老的避風港，製鹽業興盛。
赤穗御崎與室津海岸之間的相生市金崎曾出現在《萬葉集》中。
家島群島
姬路市的家島諸島指定範圍包含家島的部分南岸及西方大部分島嶼。是典型的沉水海岸，溺谷發達。
淡路島
淡路島指定範圍為面對明石海峽的松帆之浦、汐鳴山等部分北岸、津名丘陵的妙見山周邊、先山千光寺一帶、大濱海岸與三熊山、由良海岸與部分山岳地帶、部分諭鶴羽山地及沼島、慶野松原，以及鳴門海峽沿岸。個地點的指定理由不同，如慶野松原、由良海岸（成島陸連島）是依其自然景觀出線，而三熊山、諭鶴羽山地、沼島等則是有貴重的植被入選。

### 和歌山縣
和歌山縣的指定地有加太、和歌浦兩處。
加太、友島
加太在過去是歷史悠久的停泊港。今日僅剩零星的漁業活動。可遠眺四國的友島是紀淡海峽上的無人島。島上有第二次世界大戰的砲台遺跡。
新和歌浦、雜賀崎
新和歌浦是萬葉提及的和歌浦西部。沿岸有許多飯店與旅館。此地有著變化多端的海岸線與海蝕崖，但隨著近年開發已有大幅變化。為指定特別地域的雜賀崎位於新和歌浦旁，面紀伊水道。

### 岡山縣

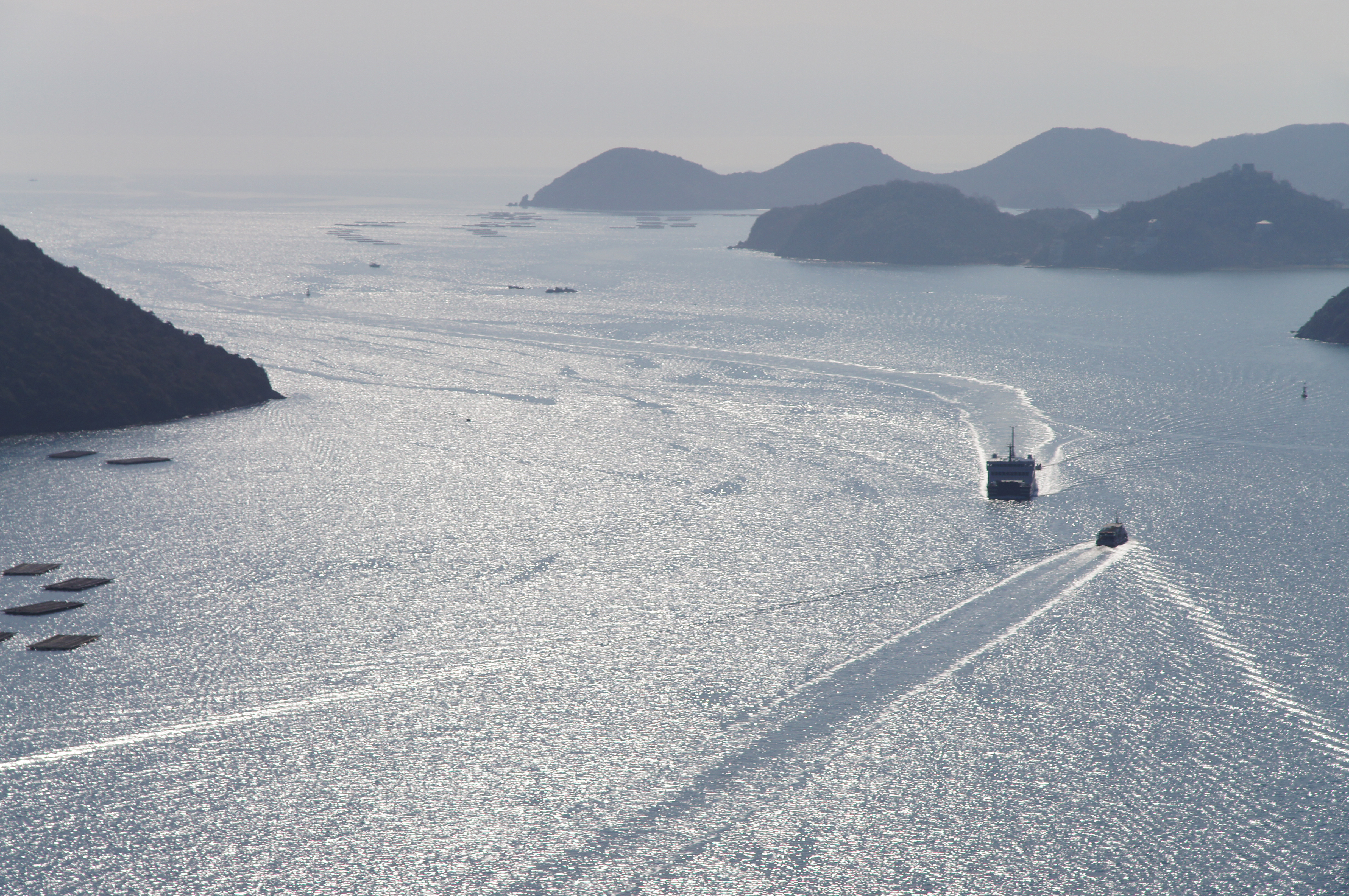
日生諸島

日生群島
日生諸島是岡山縣東南部的島嶼群。鴻島是觀光開發興盛的觀光據點，鹿久居島是野生鹿棲息的島嶼。大多府島在古時是避風港，鶴島是流刑之島。本土日生町的夕立受山也在指定區域內，山上有展望所。
牛窗
牛窗的溫暖氣候與景色有日本的爱琴海之稱。橄欖栽培興盛。本土的蕪崎、島嶼部的前島為指定區域。
兒島半島
兒島半島的指定區域除了著名的鷲羽山、王子岳、澀川地區外，還有出崎（玉野市）、十禪寺山、東光寺山、八丈岩山、龍王山、由加山等地。由加山有由加神社本宮的保護林。十禪寺山是平安時代山岳佛教的靈山，可眺望直島諸島。
王子岳、澀川海岸
位於兒島半島南部倉敷市與玉野市交界的王子岳，其山頂是風化的巨大花崗岩，可眺望廣大的備讚瀨戶，最遠可至讚岐屋島至鷲羽山與瀨戶大橋。現在是滑翔傘與抱石的知名地點。連通山麓海岸的澀川海岸（玉野市）是日本白砂青松100選之一。
下津井、鷲羽山
兒島半島最南端的鷲羽山是本國立公園的代表景點之一。下津井鷲羽山為國家名勝，是公園設置當初的指定地區之一。山上有花崗岩風化地形，自江戶時代便是著名的景點。古時也是瀨戶內海的避風港之一，現在下津井等古老港町仍保有古時風貌。近年瀨戶大橋開通後景色大幅變化。
寄島、笠岡灣
縣西南部、水島灘沿岸也是指定區域。笠岡灣以中華鱟聞名。其他指定地點包含乾拓後連陸的寄島園地（三郎島）、青佐鼻、笠岡市東南部的御嶽山等。

### 廣島縣

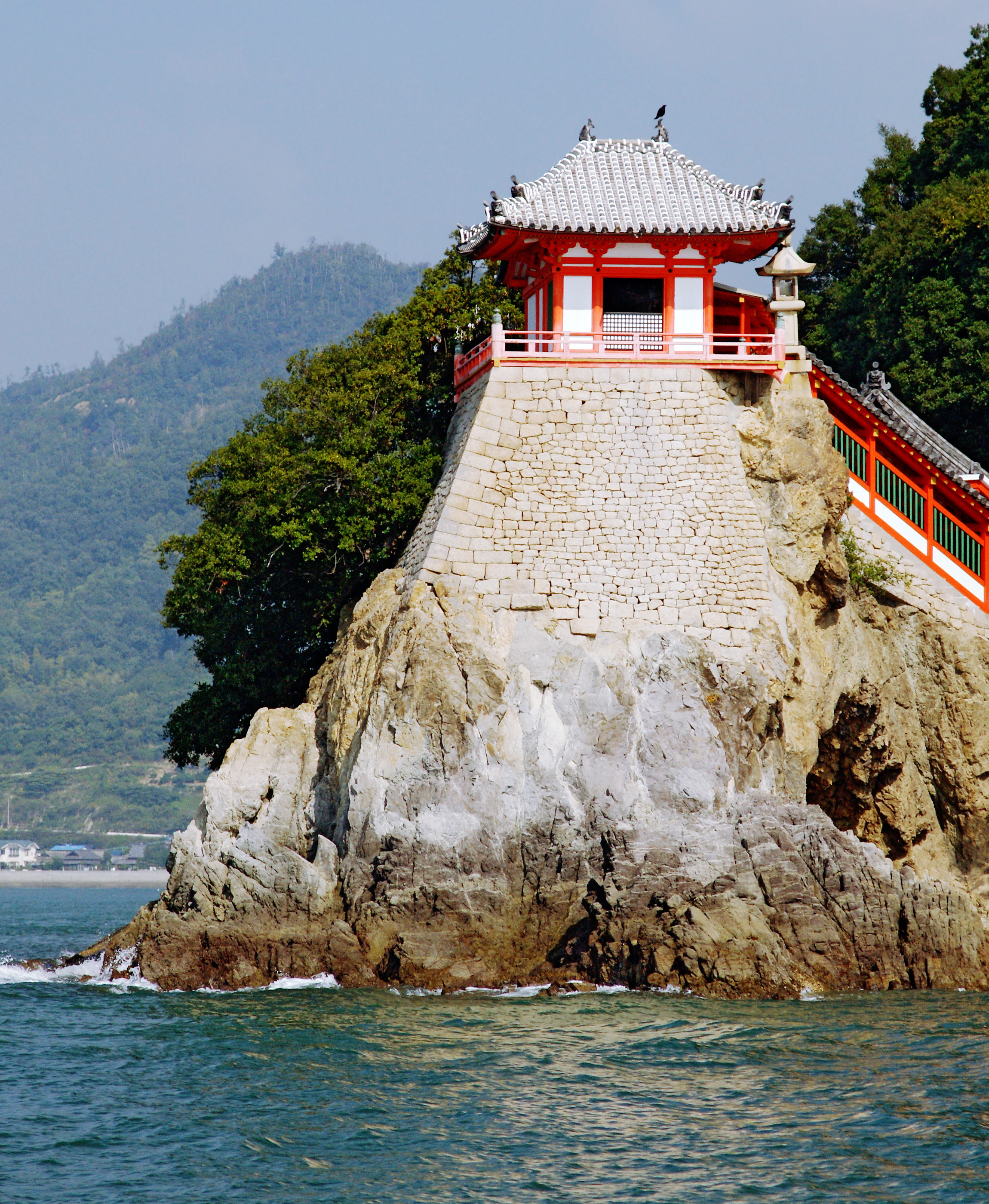
阿伏兔岬

鞆之浦、阿伏兔岬
鞆之浦位於廣島縣福山市南部，是本公園的代表景點之一（國家名勝）。公園設置當初的指定地區之一。鞆港與仙醉島等地區是過去內海交易的停靠港、中繼貿易地。從福禪寺對潮樓跳望仙醉島曾被朝鮮通信使李邦彥評為「日東第一形勝」。仙醉島上有雄偉的海蝕崖與海蝕洞。最高峰大彌山可一望瀨戶內海。鞆是高價值的文化地區，現在還保留當時港町的繁華與古老的社寺。
阿伏兔岬是鞆西部的岬，曾出現於《平家物語》。崖上方有國家重要文化財磐台寺觀音堂（阿伏兔觀音）。
藝予群島
藝予群島是瀨戶內海中最密集的群島，有許多展望地。三原市筆影山為最具代表的展望地，可一覽瀨戶內海群島景色。尾道市的鳴瀧山、向島的高見山、竹原市的黑瀧山等也是眺望景點。
藝予群島東部（島波海道）有因島、生口島、大崎上島及下島等島嶼。戰時設有毒氣工廠的大久野島也是指定地之一。因島的指定區域有村上水軍據點白瀧山、島中央的天狗山、南部的因島公園與天狗鼻等。生口島僅西南部的觀音山為指定區域，但還有向上寺與耕三寺等著名佛寺。
面對齋灘的藝予群島西部指定有大崎上島東南部的神峰山、大崎下島東部、峰寺山一帶。大崎下島有近世港町聚落御手洗。
野呂山、休山、倉橋島
野呂山是縣南部標高839公尺的山，為膳棚山與弘法寺山的總稱。座為瀨戶內海沿岸的最高峰，眺望景色優美，並有整備道路漣Skyline。休山是吳市西南半島部標高497公尺的山。
倉橋島是音戶的瀨戶另一側的廣島灣島嶼。指定區域包含東部的龜首發射場跡、南部的鹿老渡與桂濱。
宮島、極樂寺山
宮島全島都為指定區域。正式名稱為嚴島，是歷史悠久的聖地。瀰山原始林為國家天然紀念物。
極樂寺山是廿日市市北部的山，也是本公園本州內陸部最西端。山上有真言宗古刹極樂寺，寺內有日本冷杉自然林。

### 山口縣
防予
室津半島南端的皇座山與面對周防灘的佐合島、馬島，以及屋代島（屋代島（周防大島））文殊山、嘉納山、嵩山、白木山，及東端沿岸為指定區域。其周邊島嶼群也多半屬於指定區域。
周南
光市有白砂青松海岸室積海岸、虹濱海岸。其內陸的千坊山也是指定地。以笠戶牙鮃聞名的笠戶島擁有沉水海岸地形。德山灣東邊突出的半島部與周邊島嶼（黑髪島、大津島等）為指定地。半島部景點包含太華山、龍宮岬等。
下關
指定地在關門海峽附近，包含內陸可眺望關門海峽的火之山與孤立於關門海峽的干珠樹林、滿珠樹林。後者兩座小島有著豐富的溫暖地帶原生林，為國家天然紀念物。下關市壇之浦火之山是本公園的最西端。戰時是下關要塞地帶所在地。現已整備為公園，並設有收費道路（2006年4月起免費）下關市火之山公園道路與下關市火之山空中纜車。

### 德島縣
鳴門海峽
鳴門海峽以鳴門漩渦聞名，可眺望該海峽的海岸一帶為指定地。指定地包含大毛島、島田島全域及小鳴門海峽、鳴門市東端的岡崎海岸。
大坂峠
香川縣邊界的的峠。自古以來就是跨越讚岐山脈的要地，也是治承·壽永之亂（源平合戰）的舞台。可眺望小豆島等處。
雖非本公園的指定範圍，但德島市西部的眉山也是眺望瀨戶內海的景點之一。

### 香川縣
小豆島
小豆島最具代表的景點為寒霞溪，也是本公園最著名的景點之一。其西部有可餵養野生猿猴的銚子溪。其他指定區域還有島東部的海岸線一帶、東南部的碁石山山麓、南端的白濱山、西部的皇踏山一帶。碁石山是小豆島八十八所的第一號札所。皇踏山為安山岩熔岩台地，傳聞應神天皇曾在此種植真柏。
直島群島
指定區域包含豐島、直島一部分與男木島、女木島全域。豐島過去曾發生產業廢棄物非法傾倒問題，在長年的居民運動下逐漸恢復原來的自然環境。直島南部為指定區域。
傳說源平合戰那須與一射下的扇子最後漂流到男木島。而男木島燈塔是電影《悲歡的歲月》的舞台。女木島則是桃太郎傳說中的鬼島。北部鷲峰頂上的洞窟是傳說中鬼的住處。
東讚
香川縣東部沒有著名的景點，僅有小型指定地白鳥海岸、琴林公園、大串岬等。白鳥海岸有可見複雜地層的斷崖，鹿浦越煌斑岩岩脈為國家天然紀念物。琴林公園有著樹齡達600年的黑松松原。大串岬一帶已整備為大串自然公園。
屋島、五劍山
屋島是位於縣中央的開析熔岩台地。現為半島狀陸地，但過去是以淺灘相隔的獨立島。東部的壇之浦以《平家物語》屋島之戰聞名。山頂有四國八十八所的屋島寺與屋島水族館、土產店等，是該縣的代表觀光地之一。五劍山上有八栗寺，因此又稱八栗山。山腰有八栗纜車。周邊一帶盛產優質花崗岩「庵治石」。
鹽飽群島
鹽飽群島全域幾乎都為指定地。為歷史上鹽飽水軍的據點。本島的笠島地區是重要傳統的建造物群保存地區。讚岐廣島是群島第一大島，除了是優質花崗岩產地，也是鐵人三項舉辦地。與島在瀨戶大橋開通後可駕車前往。
五色台、城山、飯野山
五色台是猪尻山最高峰，為台地狀山地。各山岳依其表面熔岩與植被顏色分別命名為白峰山、黑峰、紅之峰、青峰、黃之峰。該處有四國八十八所寺院。城山是五色台西側的山（平頂山），山上的朝鮮式山城為國家史跡。飯野山又稱讚岐富士，為孤山。
西讚
西讚的指定地有琴平與善通寺、莊內半島、以錢形知名的琴彈公園等。琴平山（象頭山）上有金刀比羅宮，為金刀比羅信仰的聖域。其東側的我拜師山與火上山是與弘法大師空海有淵源的景點，跟善通寺周邊景觀一體化。莊內半島以浦島太郎傳說聞名。最高峰紫雲出山可360度展望瀨戶內海。周邊還有三豐市的粟島與蔦島等。琴彈公園內有白砂青松的有明濱，以及寛永通寶錢形砂繪。

### 愛媛縣
藝予群島（愛媛縣側）
指定地有岩城島積善山、生名島立石山、弓削島松原海岸、久司山、大三島鷲頭山、伯方島寶股山與開山、大島龜老山、八幡山、念佛山、四阪島的美濃島等。大三島為大山祇神社鎮座的神之島。生名島的立石山有自然一體型公園Sound波間田。開山有展望台。
高繩半島
東部有指定地。如白砂青松聞名的櫻井海岸與鴨池海岸、唐子濱、波止濱、大角鼻、可眺望瀨戶內海的近見山、有中世山城的世田山、笠松山等。
縣中部
松山市西部與四十島瀨戶之間的興居島、出石山等為指定區域。出石山是本國立公園的最南端。山上有真言宗古刹出石寺，可眺望瀨戶內海與豐後水道。
佐田岬
佐田岬半島前端部分與佐田岬為指定區域。可見被豐後水道潮流侵蝕的海蝕崖與中央構造線斷層崖。

### 福岡縣
關門海峽
福岡縣指定區域在北九州市門司區和布刈山一帶。

### 大分縣
國東半島（兩子山）
國東半島的指定部分僅兩子山的山嶺部分。該處有放射狀河谷耶馬溪等。國東半島也是六鄉滿山文化的據點，景點有中山仙境、大不動岩屋、鬼城、兩子寺等。
高崎山
高崎山是位於大分市西部、別府市交界附近的標高627公尺山岳。以餵食野生猿猴聞名。高崎山猿猴與棲息地也指定為國家天然紀念物。該區域過去是屬於阿蘇國立公園（現阿蘇九重國立公園）。
姬島
姬島是位於國東半島北部的島嶼，全島皆屬指定區域。姬島盆踊為著名活動。
高島
豐予海峽的無人島。波浪侵蝕激烈，形成無數的波蝕地形。另外有蒲葵與雀榕等亞熱帶性植物，也是黑尾鷗築巢地。

## 相關市町村
- 近畿地方
  - 大阪府（海上區域）
  - 兵庫縣
    - 相生市
    - 赤穗市
    - 蘆屋市
    - 淡路市
    - 神戶市
    - 洲本市
    - 寶塚市
    - 龍野市
    - 西宮市
    - 南淡路市
    - 姬路市

  - 和歌山縣
    - 和歌山市
- 中國地方
  - 岡山縣
    - 淺口市
    - 岡山市
    - 笠岡市
    - 倉敷市
    - 玉野市
    - 備前市
    - 瀨戶內市

  - 廣島縣
    - 大竹市
    - 尾道市
    - 吳市
    - 竹原市
    - 廿日市市
    - 廣島市
    - 福山市
    - 三原市
    - 江田島市
    - 東廣島市
    - 豐田郡
      - 大崎上島町

  - 山口縣
    - 岩國市
    - 下松市
    - 下關市
    - 周南市
    - 光市
    - 防府市
    - 柳井市
    - 大島郡
      - 周防大島町

    - 熊毛郡
      - 上關町
      - 田布施町
      - 平生町
- 四國地方
  - 愛媛縣
    - 今治市
    - 大洲市
    - 西條市
    - 松山市
    - 八幡濱市
    - 越智郡
      - 上島町

    - 西宇和郡
      - 伊方町

  - 香川縣
    - 觀音寺市
    - 坂出市
    - 讚岐市
    - 善通寺市
    - 高松市
    - 東香川市
    - 丸龜市
    - 三豐市
    - 香川郡
      - 直島町

    - 小豆郡
      - 小豆島町
      - 土庄町

    - 仲多度郡
      - 琴平町
      - 多度津町

  - 德島縣
    - 鳴門市
- 九州地方
  - 大分縣
    - 國東市
    - 大分市
    - 豐後高田市
    - 東國東郡
      - 姬島村

  - 福岡縣
    - 北九州市

## 集團設施地區、遊客中心
| 地區名     | 面積    | 所在地               | 使用人數（人） |
| ---------- | ------- | -------------------- | -------------- |
| 赤穗御崎   | 50.0ha  | 兵庫縣赤穗市         | 303,000        |
| 由良       | 69.9ha  | 兵庫縣洲本市         | 71,000         |
| 南淡路     | 26.7ha  | 兵庫縣南淡路市       | 109,000        |
| 六甲山     | 430.4ha | 兵庫縣神戶市         | 384,000        |
| 摩耶山     | 15.5ha  | 兵庫縣神戶市         | 111,000        |
| 加太       | 159.5ha | 和歌山縣和歌山市     | 460,000        |
| 王子岳澀川 | 235.2ha | 岡山縣玉野市、倉敷市 | 1,157,000      |
| 大久野島   | 71.2ha  | 廣島縣竹原市         | 275,000        |
| 仙醉島     | 93.6ha  | 廣島縣福山市         | 123,000        |
| 包浦       | 15.5ha  | 廣島縣廿日市市       | 18,000         |
| 野呂山     | 62.4ha  | 廣島縣吳市           | 164,000        |
| 鳴門       | 38.9ha  | 德島縣鳴門市         | 1,003,000      |
| 屋島       | 43.6ha  | 香川縣高松市         | 489,000        |
| 五色台     | 39.8ha  | 香川縣坂出市         | 95,000         |
| 近見山     | 246.0ha | 愛媛縣今治市         | 72,000         |
| 東予       | 43.3ha  | 愛媛縣今治市、西條市 | 120,000        |
| 姬原       | 49.9ha  | 愛媛縣松山市         | 17,000         |

| 中心名                                       | 設置者 | 所在地                              | 使用人數（人） |
| -------------------------------------------- | ------ | ----------------------------------- | -------------- |
| 大久野島遊客中心                             | 環境省 | 廣島縣竹原市忠海町大久野島          | 77,494         |
| 五色台遊客中心                               | 環境省 | 香川縣坂出市王越町木澤字西山1733-18 | 9,909          |
| 六甲山遊客中心（兵庫縣立六甲山自然保護中心） | 兵庫縣 | 兵庫縣神戶市灘區六甲山町北六甲123   | 61,445         |
| 鷲羽山遊客中心                               | 岡山縣 | 岡山縣倉敷市下津井田之浦1-2         | 26,224         |
| 大鳴門橋架橋紀念館                           | 德島縣 | 德島縣鳴門市鳴門町字福池65          | 69,674         |

## 圖片

### 郵票

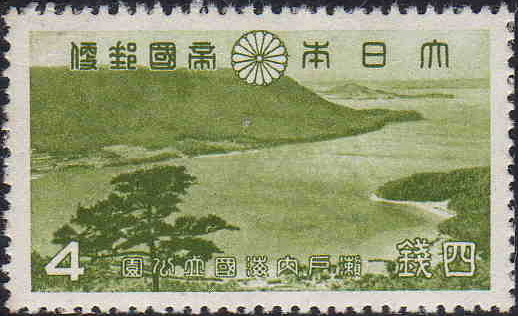
屋島（香川縣高松市）
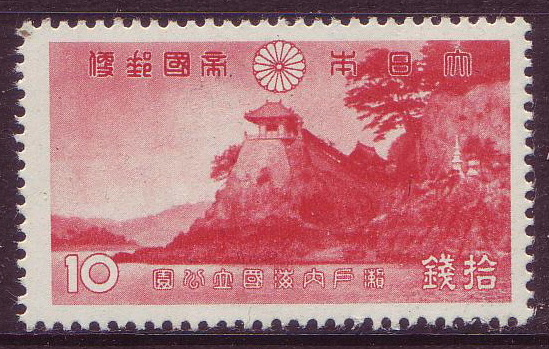
磐台寺觀音堂（廣島縣福山市）
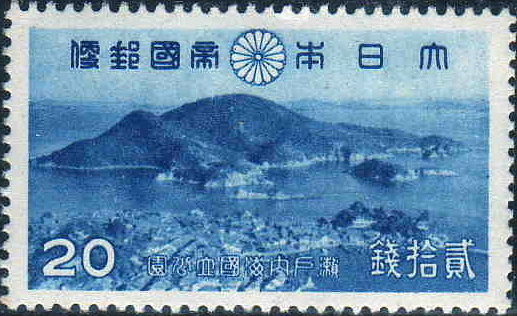
鞆之浦（廣島縣福山市）

## 外部連結
- 瀨戶內海國立公園 （页面存档备份，存于）